# 洪天擢
洪天擢（？—1650年5月8日），字簡臣，號西巖，徽州府歙縣人，明朝、南明政治人物。

## 生平
洪天擢是萬曆三十五年進士洪輔聖之子，天啟四年（1624年）中式甲子科應天鄉試舉人，崇禎十年（1637年）成進士，兵部觀政，本年六月授南京兵部车驾司主事，十二年升武选司部中，七月升武昌府知府，楚藩官員在當地仗勢侵佔民田，他勒令歸還。十六年轉任湖廣下江防道副使，駐守興國，平定茅坪鄭老大叛亂；張獻忠來攻，洪天擢在長江阻止他前進。十七年轉蕲州道。
弘光元年（1645年），清軍破南京，洪天擢調任海南，安撫黎漢，人民安定。永曆初年，他以副都御史巡撫高州、雷州；清兵攻陷粵東，他與巡按黃基固在海上攔阻守住雷州，又在瓊山、崖州招兵圖謀恢復。李成棟帶著大量兵馬進犯，雷州城幾乎失陷，參將馮其源、瓊山知縣謝時揚逃走，洪天擢投繯自殺，但跌在地上死不去，成棟留他在軍中。後來李成棟反正，命他和潘曾瑋、李綺帶著奏折到南寧迎接永曆帝。其時陳邦傅、趙臺互相仇殺，收到洪天擢的上奏後感到驚訝疑惑；他力陳李成棟的忠心，又清楚述說金聲桓反正的事，人心才安定下來。他因功升任大理卿，同時代替李成棟接受鉞斧，再晉任吏部左侍郎。當初洪天擢在瓊州與李用楫不和，他回歸南明朝廷時李用楫剛掌管六科，每次朝會，李用楫總會欺壓他。他無法忍受，九次請求退職才得辭官。永曆三年（1649年）七月，他與吳川恩貢林瓊樹自肇慶回吳川招兵，後來洪天擢前往廣西，到官橋時和兒子被李明忠部將冷雄傑殺害。打開他的筐子，裏邊不滿一百兩金。

## 家族
曾祖洪烈，累赠山西布政，改光禄寺正卿；祖洪啓蒙，贡元赠同前；父洪辅圣，萬曆丁未进士，行人司行人。